# Neocancilla hebes
Neocancilla hebes là một loài ốc biển, là động vật thân mềm chân bụng sống ở biển trong họ Mitridae, họ ốc méo miệng.

## Miêu tả
Loài này có kích thước giữa 10 mm and 70 mm

## Phân bố
Chúng phân bố ở Đại Tây Dương along West Africa, Cape Verde, São Tomé y Principe và Gabon